# Adam de la Halle
Pour les articles homonymes, voir Adam (homonymie) et Bossu (homonymie).
Adam de la Halle (dit Adam d'Arras ou le Bossu d'Arras) est un trouvère de langue picarde actif au XIIIe siècle, mort probablement en 1288 (ou un peu avant) à la cour du comte d'Artois, à Naples. 
Son art, à la charnière de la monodie et de la polyphonie, fait qu'on le considère souvent comme le dernier trouvère.

## Biographie
Adam de la Halle naît, selon les sources, vers les années 1240, selon toute vraisemblance à Arras ou à proximité.
Il meurt a priori entre 1285 et 1288, à la cour du comte d'Artois, à Naples, dans le Sud de l'Italie. Certaines sources le font mourir vers 1306, après son retour à Arras et un hypothétique voyage en Angleterre, mais elles paraissent hasardeuses.

## Œuvre
Poète et compositeur, il intéresse aussi bien l'histoire de la littérature que l'histoire de la musique. On l'appelle quelquefois le dernier des trouvères, car son art présente une double appartenance : il se rattache à la musique monodique (pratiquée par les troubadours du Sud de la France et par les trouvères du Nord aux XIIe et XIIIe siècles), mais il est aussi héritier du premier grand développement de la musique polyphonique (celle qu'avaient pratiquée les musiciens de l'École de Notre-Dame de Paris, autour de l'an 1200).
Il est l'auteur des deux premières pièces de théâtre profanes françaises conservées : le Jeu de la feuillée (1276) et le Jeu de Robin et Marion (± 1274-1282). 
Le Jeu de la Feuillée (ou Le Jeu Adam, vers 1262) est considéré comme la mise en scène d'un congé (genre lyrique où le poète fait ses adieux : Adam a écrit lui-même un Congé). C'est une pièce de caractère satirique, dans la mesure où le poète, après s'être présenté, décrit son père puis les citoyens d'Arras avec leurs particularités et leurs défauts. Adam a laissé une chanson de geste en l'honneur de Charles d'Anjou, « roi de Sicile », commencée en 1282, et on lui attribua parfois un bref poème, Le Jeu du pèlerin.
Le Jeu de Robin et Marion, mise en scène d'une pastourelle (genre lyrique où un chevalier cherche à séduire une bergère), est souvent considéré comme le précurseur de l'opéra-comique. En réalité, il n'en est rien : cette forme théâtrale et musicale est née progressivement au début du XVIIIe siècle et n'a donc guère de liens avec cette production du XIIIe siècle.
Comme poète lyrique, Adam de la Halle a écrit (à part le Congé susmentionné) des motets et des rondeaux (par exemple Je muir, je muir d'amorete), dont la musique a été conservée.

## Liste des œuvres
Adam de la Halle laisse :
- trente-quatre chansons ;
- seize jeux-partis ;
- dix-sept rondeaux ;
- cinq motets polytextuels (quatre à trois voix et un à deux voix) ;
- un congé ;
- le poème du Roi de Sicile ;
- le Jeu de la Feuillée ;
- le Jeu de Robin et de Marion ;
- le Jeu du Pèlerin.

### Texte et musique
- Le Jeu de Robin et Marion

## Hommages
- Son nom est utilisé pour nommer le coq troubadour dans la version française du film de Disney Robin des bois[réf. nécessaire].
- Un amphithéâtre du campus d'Arras de l'université d'Artois porte son nom. Une rue de sa ville natale est également nommée en son honneur.
- Un collège situé à Achicourt (Pas-de-Calais), dans la banlieue d'Arras, porte son nom[9].